# Pennies from Heaven (chanson)
Pennies from Heaven  est une chanson populaire, composée par Arthur Johnston en 1928, avec des paroles de Johnny Burke.

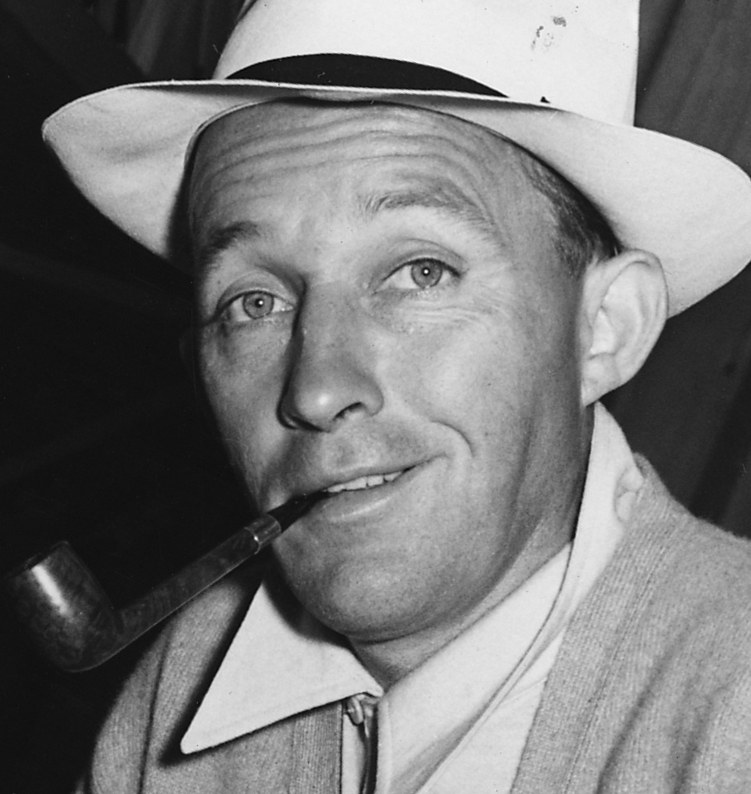
Bing Crosby, 1942.

Elle fut chantée pour la première fois par Bing Crosby dans le film du même nom, sorti en 1936.
Devenue un standard de jazz, elle fut reprise dès 1936 par Billie Holiday, puis par Louis Armstrong, Rose Murphy, Tony Bennett, Arthur Tracy, Big Joe Turner, Frank Sinatra, Dean Martin, Gene Ammons, The Skyliners ou Louis Prima, entre autres.
Lennie Tristano a écrit plusieurs morceaux basés sur la grille harmonique de Pennies from Heaven : C Minor Complex, East Thirty Second, Lennie’s Pennies et Pennies in Minor.
Elle est interprétée dans le film Le Fondateur de John Lee Hancock (2016), dans une scène-clé réunissant Michael Keaton et Linda Cardellini.